# Universität La Rioja

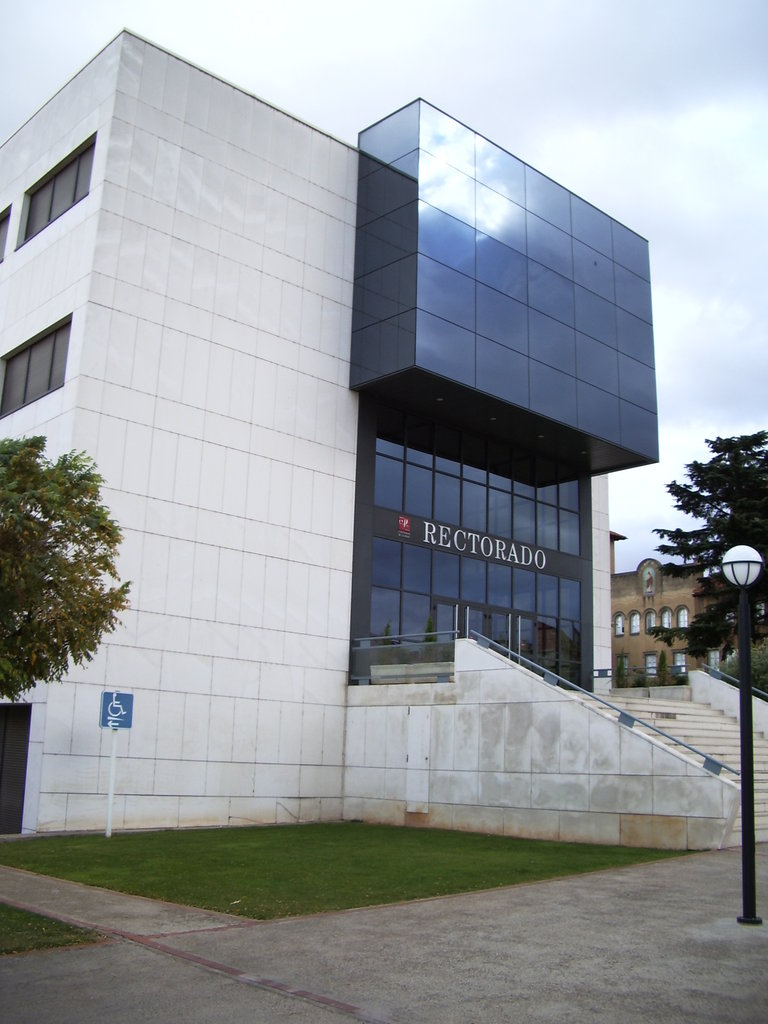
Rektorat der Universität

Die Universität La Rioja (spanisch: Universidad de La Rioja) ist eine Universität in Logroño, der Hauptstadt der autonomen Gemeinschaft La Rioja in Spanien.
Die Gründung erfolgte 1992. Mit ihr verknüpft ist das Instituto de Ciencias de la Vid y del Vino.